# 馬惕乾
馬惕乾為淡江大學建築系創系主任。從西南聯大回到國立清華大學，在土木系完成大學學位，他協助了淡江校園的最早的規劃，設計了英專路上來的克難坡與宮燈教室，並提出作為往後校園建築的圖案。他也是臺灣大學鹿鳴堂設計者。